# Mark Weingarten
Mark Weingarten é um sonoplasta estadunidense. Foi indicado ao Oscar de melhor mixagem de som na edição de 2018 por Dunkirk.

## Filmografia
- The Curious Case of Benjamin Button (2008)
- The Social Network (2010)
- Interstellar (2014)